# 孝聖憲皇后
孝聖憲皇后（穆麟德轉寫：Hiyoošungga Enduringge Temgetulehe Hūwangheo，1692年1月12日—1777年3月2日），索和濟巴顏系鈕祜禄氏，本為滿洲鑲白旗人，後抬入满洲鑲黄旗。四品典仪凌柱之長女。雍正帝之貴妃，乾隆帝之生母，乾隆朝尊为聖母皇太后。

## 出身背景
根据《八旗满洲氏族通谱》 孝聖憲皇后是源自於长白山地方的钮钴禄氏。《镶黄旗钮钴禄氏弘毅公家谱》：说她家“原在镶白旗，乾隆元年抬旗後隶属滿洲镶黄旗”，與額亦都同屬於镶黄旗。
孝聖憲皇后的父親凌柱在雍王府裡擔任四品典儀，曾祖父額宜騰是弘毅公額亦都的堂兄弟，清兵入關前，孝聖憲皇后一支就已經和額亦都分家，是弘毅公額亦都的“他旗宗親”。乾隆帝登基之後，外祖父凌柱給了一等承恩公，其家族親戚仍沒有成功進入世家婚姻圈子，到了嘉慶朝中期，他們的婚姻圈依舊是中下級官僚甚至是普通旗人。例如，第四代承恩公是娶普通馬甲之女為正妻。
《寶坻縣志》記清高宗為外高祖母等人祭奠祭文，可知孝聖憲皇后的曾祖母為龍氏，祖父為吳祿（承恩公吳祿之墓位于宝坻县西南二十里，乾隆元年建寝园，立御制碑文两道，载《寶坻縣志》卷十），祖母則為喬氏。整個家族只有孝聖憲皇后之父凌柱入仕，擔任四品雍王府典儀，即負責儀制，儀節及其他雜物的府屬官職。根據《鑲黃旗鈕鈷祿氏弘毅公家譜》的記載，孝聖憲皇后的母親是寶坻縣生員彭武功之女彭氏。在乾隆六年舉行七十壽辰時，高宗特賜“古稀人瑞”的匾額給身為外祖母的彭氏。

## 早期生平
孝聖憲皇后出生於康熙三十年十一月二十五日（1692年1月12日），父親為四品典儀鈕祜祿凌柱。
鈕祜祿氏在外八旗選秀中被指婚，入雍王府为多羅貝勒胤禛的妾室，稱藩邸格格。
康熙五十年（1711年）八月十三日子時，格格鈕祜祿氏生下雍親王第四子弘历。康熙六十一年（1722年），雍親王胤禛的七子四女中，只有三人健康成長：側福晉李氏子弘時、格格鈕祜祿氏子弘曆、格格耿氏子弘昼。
二月十四日，雍正帝諭禮部，奉仁壽皇太后懿旨：「側福晉年氏封為貴妃、側福晉李氏封為齊妃、格格鈕祜祿氏封為熹妃、格格宋氏封為懋嬪、格格耿氏封為裕嬪，爾部察例具奏」。
鈕祜祿氏由格格直接封熹妃，應與雍正元年弘曆被秘密建儲有關。以雍正元年首次冊封的妃嬪來看，熹妃在後宮中地位應僅次在孝敬憲皇后、年貴妃、齊妃之下，裕嬪、懋嬪之上。雍正六子：弘昐、弘暉、弘昀、福宜、福惠、福沛，均在雍正登基前後夭折。後來隨著年貴妃、懋嬪與皇后相繼去世，而齊妃之子弘時因阿其那允禩獲罪也牽連至弘時，於是雍正命弘時過繼給雍正八弟允禩，評為行事不谨，並除去皇三子弘時的宗籍。
雍正十一年（1733年）正月，雍正帝冊封熹妃之子弘曆為寶親王。

## 晉級的歷史
《宫中档簿》是乾隆朝以後所出品的歷史。雍正八年 (1730年) 三月時，熹妃已晉為熹贵妃；到了五月時，裕嬪已成裕妃。她倆在《宫中档簿》的记录中，的确体现出了只有倆人位分的升迁。不過，目前已知內務府曾為她们做了朝冠，惟未見舉行冊封典禮的記載。从乾隆四十九年去世後交回之冊寶，扣除掉乾隆時期尊封的裕皇貴太妃、裕貴妃冊寶之外只有一份裕嬪金冊，並無裕妃冊印看來，同期晉封的熹貴妃之冊寶可能也一樣沒有鑄造，也找不到相關記載和奏折档案。

## 太后生涯
雍正十三年八月二十三日（1735年10月8日），其夫雍正帝駕崩，享年五十六歲。臨終前遺詔命皇四子寶親王弘曆登基即帝位。乾隆帝以其父雍正帝遺命囑託乾隆帝封生母鈕祜祿氏為聖母皇太后，暫居永壽宮。總理事務鄂爾泰恭上崇慶皇太后的尊號。太后暫居景仁宮，後改居壽康宮。雍正十三年十一月，乾隆帝封外祖父四品典儀官凌柱為一等承恩公，賜謚曰良榮；外高祖父額亦騰及外曾祖父吳祿等皆追封為一等承恩公，外祖母等則封為一品夫人。
乾隆元年正月十一日（1736年2月22日）乾隆帝即傳旨製作一塊“長春仙館”的匾額，以長春之志祝福皇太后健康長壽。此後，長春仙館被乾隆帝作為奉養生母崇慶皇太后的膳寢之所，每當駕臨御之時就在此短期居住。因為孝賢純皇后昏定晨省地侍奉皇太后，所以孝賢皇后亦隨居此處。值得一提的是崇慶皇太后病逝後，長春仙館便重新裝修，正殿和偏殿加裝了供桌和佛龕，成为憑弔之所。乾隆元年四月十四日（1736年5月24日），壽康宮內則安設九龍邊黑漆地銅鍍金字匾一面，匾額有御筆「慈壽凝禧」的字樣。
同年三月初四日，乾隆帝聽聞先前皇太后之弟謝恩時，竟然進入了屬於宮闈之地的蒼震門，震怒他們擅自將外人領入門內，唯恐皇太后將來移居慈寧宮又再次發生此事，成何體制，因姑念他們初次犯事而從寛免究。同年七月初三日，高宗命皇太后及裕貴妃移居慈寧宮後，不可以依照當年寧壽宮之例添用水上女人，認為那麼多年以來未曾添用水上女人亦不見有缺人。同年七月十五日，皇太后聽聞順天府的東面有一座已廢棄的寺廟，便告訴高宗她希望重修該座寺廟，乾隆帝隨即降旨與陳福及張保兩人，稱此處破壞的廟宇甚多，因不知道是哪一間而著他們二人在皇太后駕過有關地區時查明，向高宗奏明後再派委人員修理。高宗竟發現陳福及張保二人不但不親往查看，還奏聞皇太后留人在那處察詢，怒斥張保糊塗不知事務，而陳福隨聖祖多年，理應深知體統，可曾見到當年寧壽宮太后令聖祖修蓋廟宇，豈有以順從皇太后之意蓋廟修寺為盡孝之理，以致僧人等不時乞求恩助。

## 宮廷生活
乾隆帝侍母至孝，而太后的身體也相當硬朗，因此乾隆帝每次出巡太后必會隨行，如拜谒孝陵、秋獵木蘭等。根據殊像寺內的碑文記載，乾隆二十六年（1761年），乾隆帝陪皇太后到山西五台山文殊菩薩道場殊像寺進香，見到文殊菩薩妙相莊嚴，「默識其像以歸」。回到京師後，命人按五台山殊像寺文殊菩薩相貌雕刻石像，建香山寶相寺供奉。
故宮博物院藏有乾隆帝在乾隆二十多年，繪畫的《壽萱圖》並書《奉侍皇太后觀荷詩》摺扇。此外還有乾隆帝《繪荷花圖》並書《恭奉皇太后禦園賞荷詩》木柄團扇。此物是高宗在乾隆二十七年恭奉皇太后禦園賞荷後，將為母所題的詩句，並以“無骨法”畫荷花圖的木柄團扇，向崇慶皇太后進呈，以供其暑夏賞玩之用。乾隆二十七年（1762年）清明，乾隆帝遊覽西湖龍井時，有感于優美景致而繪製的折枝花卉，繪了一幅《龍井寫生花卉》軸，崇慶皇太后見此畫頗為喜愛，乾隆帝遂將此圖裝裱成軸，以供皇太后賞玩。
根據《普陀宗乘之廟碑》的記載，該廟在乾隆三十六年（1771年）八月竣工。這座廟宇是高宗為了崇慶皇太后八十壽辰而建的。乾隆帝本想仿照南海大士在印度的最早的普陀道場修建，但該道場的形制難以考察。反之，西藏布達拉宮都綱法式具備，便仿照布達拉宮興建了普陀宗乘之廟，俗稱「小布達拉宮」。

## 駕崩及後事
乾隆四十二年（1777年）正月十四日太后染病，正月二十三日子刻進入彌留狀態；同日丑刻，太后不幸駕崩於圓明園長春仙館內，享壽八十五歲。為中國歷史上最長壽的皇太后。乾隆帝於當月即下諭旨，稱皇太后的諡號並非大臣擬議所能貼切妥當，故欲親尊為孝聖憲皇后。由此可知，孝聖憲皇后這個諡號是由乾隆帝親定的，並非大臣擬奏而得。
乾隆帝又諭：「朕登極以來孝養崇慶皇太后於暢春園，迄今四十餘年為時最久，與其另擇暫安奉殿，不若暢春園之九經三事殿最為妥適」。乾隆帝下令安奉崇慶皇太后梓宮於暢春園正殿九經三事殿，後入葬山陵寢泰東陵 ( 清語曰額爾和德爾吉額爾吉蒙安 )，即雍正帝所葬之泰陵地宮東北邊一公里遠之處。
乾隆帝之第十一子成哲親王永瑆，精通書法，造詣非凡，素為其皇祖母孝聖憲皇后所鍾愛，故而在皇祖母臨終時，得以被頒發遺念陸機真跡《平復帖》，永瑆如獲至寶，遂將自己的藏書處命名為“詒晉齋”。
歷代累上尊諡曰孝聖慈宣康惠敦和誠徽仁穆敬天光聖憲皇后。

## 姓氏考證
|  | （雍正元年二月）傳皇太后懿旨：封側福晉年氏為貴妃。李氏為妃。格格鈕氏為妃。宋氏、耿氏為嬪。 |

|  | （雍正元年十二月二十二日）丁卯。…封年氏為貴妃。李氏為齊妃。錢氏為熹妃。宋氏為懋嬪。耿氏為裕嬪。 |

|  | （雍正元年二月十四日）甲子，諭禮部，奉皇太后懿旨：側妃年氏封為貴妃，側妃李氏封為齊妃，格格鈕祜祿氏封為熹妃，格格宋氏封為懋嬪，格格耿氏封為裕嬪。爾部察例具奏。 |

|  | （雍正元年十二月二十二日）丁卯，命禮部左侍郎登德為正使、內閣學士塞楞額為副使，持節冊封熹妃。冊文曰：朕惟贊宮庭而衍慶。端賴柔嘉。班位號以分榮。丕昭淑惠。珩璜有則。綸綍用宣。咨爾格格。鈕祜祿氏毓質名門。揚休令問。溫恭懋著。夙効順而無違。禮教克嫺。益勤修而罔怠。曾仰承皇太后慈諭以冊印封爾為熹妃。爾其祗膺巽命。迓景福以咸綏。翊輔坤儀。荷鴻庥於方永。欽哉。 |

在這二份公開檔案中，「格格錢氏封為熹妃」、「格格鈕祜祿氏封為熹妃」可看出二位格格是由同一位太后懿旨授封為熹妃。按照清宮規制而言，冊封皇妃不能有重名，而且整個清宮也不可能有二個熹妃，所以會出現這種「由錢氏變成鈕祜祿氏」現象，經由錢治冰的考證之下，在《關於乾隆生母最新考證的最終結果》提出較具可能性的解釋：“當雍正在設置秘密立儲制之時或之後，為提升皇太子的母親在滿族的地位，有鑑於先祖巴圖魯額亦都曾率十三兵甲起家幫助努爾哈赤開國奠基，將錢氏拜巴圖魯額亦都之後四品典儀淩為『鈕祜祿氏』。”
不過，專門從事清代陵寢、后妃的研究工作的徐廣源曾在微博中指出“錢氏”及“宋、耿顛倒”都是筆誤，在《實錄》中已更正，杜家驥教授也已撰文指出這一點。這兩位學者認為面承雍正帝冊封嬪妃口諭的貝子允祹因為簡寫受封者鈕祜祿氏為“鈕氏”，字跡亦潦草，交官吏撰擬諭旨草稿，形近而訛，誤寫為“錢氏”；草擬冊文時，也沿用“錢氏”二字；在將冊封文鐫刻于“金冊”以賜予受封者時，才發現誤寫。主管此事的允祹因“誤寫妃姓”而被貶為鎮國公。雍正二年六月，上諭十七道，初五日宗人府奏，管理禮部事務貝子允祹誤寫妃姓，將允祹革去貝子降為護國公照例留三佐領，其他佐領俱行歸公。

## 影視作品
| 影視作品           | 飾演鈕祜祿氏的演員                                                                 |
| 皇上難為           | 青蓉飾（熹妃）                                                                     |
| 大內群英           | 陳思穎飾（鈕祜祿氏）                                                               |
| 大內群英續集       | 陳思穎飾（鈕祜祿氏）                                                               |
| 洪熙官             | 梁珊飾（皇太后）                                                                   |
| 還珠格格第二、三部 | 趙敏芬飾（皇太后）                                                                 |
| 才子佳人乾隆皇     | 陳亞蘭飾 皇后                                                                      |
| 乾隆王朝           | 盧燕飾（皇太后）                                                                   |
| 金玉滿堂           | 雪妮飾（皇太后）                                                                   |
| 乾隆大帝           | 劉桂芳飾（鈕祜祿氏）                                                               |
| 新還珠格格         | 劉雪華飾（皇太后）                                                                 |
| 宮鎖珠簾           | 袁姍姍飾（憐兒）                                                                   |
| 乾隆與香妃         | 恬妞飾（鈕祜祿氏）                                                                 |
| 李衛辭官           | 謝芳飾（崇慶皇太后）                                                               |
| 滿清十三皇朝       | 陳彩燕飾（熹妃）                                                                   |
| 皇太子秘史         | 石小群飾（鈕祜祿氏）                                                               |
| 鐵齒銅牙紀曉嵐     | 第一部：趙敏芬飾（太后）， 第二、四部：嚴敏裘飾（太后）， 第三部：王麗媛飾（太后） |
| 後宮甄嬛傳         | 孫儷飾（甄嬛 > 鈕祜祿·甄嬛）                                                       |
| 如懿傳             | 鄔君梅飾（聖母皇太后-鈕祜祿·甄嬛）                                                 |
| 延禧攻略           | 宋春麗飾（太后鈕祜祿氏）                                                           |
| 天命               | 梁舜燕飾（崇慶皇太后）                                                             |
| 岁岁青莲           | 何泓姗饰骆青莲（熹妃）                                                             |
| 嘉慶君遊台灣       | 暘驊飾（太后）                                                                     |

## 延伸阅读
[在维基数据编辑]
 《清史稿/卷214》，出自趙爾巽《清史稿》
 在维基共享资源阅览影像